# Laura-folyó
A Laura-folyó Nyugat-Ausztrália Kimberley régiójában található. 
A folyó fő ága mintegy 20 kilométernyire délre található Halls Creek városától a Bailey-hegység területén. A folyó innen délnyugati irányban folyik tovább, majd átfolyik a Great Northern Highway alatt Dillinger Bore közelében, majd a Mary-folyóba ömlik. 
A folyót 1884-ben G. R. Turner kormányzati felügyelő nevezte el, az 1884-es Kimberley Survey Expedition során, feltételezhetően Laura Louise Forrestről (1877-1960), aki John Forrestnek, Nyugat-Ausztrália főtérképészének, későbbi miniszterelnökének unokahúga volt.

## Fordítás
Ez a szócikk részben vagy egészben  a   Laura River (Western Australia) című angol Wikipédia-szócikk ezen változatának fordításán alapul.  Az eredeti cikk szerkesztőit annak laptörténete sorolja fel. Ez a jelzés csupán a megfogalmazás eredetét és a szerzői jogokat jelzi, nem szolgál a cikkben szereplő információk forrásmegjelöléseként.